# Port lotniczy Kalimnos
Port lotniczy Kalimnos (IATA: JKL, ICAO: LGKY) – krajowy port lotniczy położony na wyspie Kalimnos, w Grecji.

## Kierunki lotów i linie lotnicze
| Linia lotnicza | Kierunek                                       |
| -------------- | ---------------------------------------------- |
| Sky Express    | 1. Ateny 2. Astipalea 3. Kos 4. Leros 5. Rodos |